# Cylindrocarpus
Cylindrocarpus – rodzaj niewielkich brunatnic z rodziny Chordariaceae.

## Budowa
Plecha brązowa, galaretowata, o nieregularnych granicach, lub gąbczasta, o granicach wyraźnych. Długa na 1 do kilku milimetrów. Nici plechy jednorzędowe, rozgałęziają się jednostronnie, naprzemianlegle lub dychotomicznie. Zróżnicowanie na komórki rdzeniowe i asymilacyjne nie zawsze wyraźne. Komórki zwykle cylindryczne o szerokości kilku do kilkunastu μm i kilkukrotnie większej długości. Chloroplasty w zależności od gatunku drobne, dyskowate, liczne w komórce, z kilkoma pirenoidami lub duże, pojedyncze, płytkowate z jednym pirenoidem. Z nici rdzeniowych wyrastają chwytniki i włoski.
Na końcach nici, rzadziej po ich bokach na szypułkach, znajdują się cylindryczne, symetryczne, jedno- lub wielokomórkowe sporangia uwalniające zoospory.

## Ekologia
Glony morskie. Epifity porastające inne glony (opisywane z krasnorostu Gracilaria) lub epility porastające kamienie, także szkielety glonów rafotwórczych. Występują w niewielu miejscach północnych wybrzeży Morza Śródziemnego. Rzadko stwierdzane na Wyspach Brytyjskich, francuskim wybrzeżu Atlantyku i rosyjskim wybrzeżu Morza Czarnego.

## Historia odkrycia i zmian taksonomicznych
Rodzaj ten po raz pierwszy opisano w połowie XIX w. w pracy Pierre'a i Hippolite'a Crouanów. Jako typ nomenklatoryczny posłużył nowo opisany gatunek Cylindrocarpus microscopicus. W tej samej pracy opisano nowy gatunek C. volubilis i uznano, że do nowego rodzaju należy włączyć gatunek Chaetophora berkeleyi – pod nazwą Cylindrocarpus Berkeleyi (z eponimicznym epitetem gatunkowym pisanym według ówczesnych zasad dużą literą). C. microscopicus szczegółowo opisał Paul Kuckuck, botanik ze stacji naukowej na Helgolandzie, który u schyłku XIX w. jako pierwszy zauważył, że można wyróżnić dwie formy tego taksonu – większą, epilityczną i mniejszą, epifityczną. Nie uznał jednak tych różnic za wystarczające do wyodrębniania oddzielnych gatunków. Dopiero turecki fykolog, Ergün Taskin, stwierdziwszy, że dwie formy różnią się na tyle, że należy je rozdzielić, przeniósł formę epilityczną najpierw do rodzaju Petrospongium, a ostatecznie, w roku 2010, wyróżnił ją jako gatunek Cylindrocarpus kuckuckii. W międzyczasie stwierdzono, głównie dzięki badaniom Kuckucka, że za C. microscopicus należy uznać przedstawicieli wyróżnianych przez niektórych gatunków Ectocarpus microscopicus, E. investiens i Streblonema investiens. Z kolei już w XIX w. przeniesiono C. volubilis i C. berkeleyi do innych rodzajów, jako Ectocarpus volubilis (obecnie Litosiphon  laminariae) i Petrospongium  berkeleyi. W 1903 r. opisano także gatunek C. rugosus, niedługo potem przemianowany na Petrospongium rugosum. W ten sposób przez niemal stulecie rodzaj Cylindrocarpus był uważany za takson monotypowy. 
Od 2010 r. w rodzaju tym wyróżniane są dwa gatunki:
- Cylindrocarpus microscopicus P.Crouan & H.Crouan, 1851 (holotyp)
- Cylindrocarpus kuckuckii E.Taskin, M.J.Wynne & M.Öztürk, 2010